# Maurice L’Abbé
Maurice L’Abbé (ur. 1920 w Ottawie, zm. 21 lipca 2006) – kanadyjski matematyk.

## Życiorys
Ukończył studia matematyczne na Uniwersytecie Montrealskim; rozprawę doktorską pt. „Systems of Transfinite Types Involving Lambda-Conversion” obronił na Uniwerstecie Princeton w 1951 roku. Od 1956 był profesorem Uniwersytetu Montrealskiego. W latach 1964–1968 pełnił funkcję dziekana Wydziału Nauk Ścisłych na tym uniwersytecie, a w latach 1968–1978 był tam prorektorem.
W 1968 roku przyczynił się do powstania Centre de Recherches Mathématiques, pierwszego instytutu badań matematycznych w Kanadzie.
Oficer Narodowego Orderu Quebecu, laureat Prix Armand-Frappier.